# John William Brown
John William Brown (* 28. Dezember 1913 in Athens, Ohio; † 29. Oktober 1993 in Medina, Ohio) war ein US-amerikanischer Politiker und im Jahr 1957 der 58. Gouverneur des Bundesstaates Ohio.

## Frühe Jahre und politischer Aufstieg
Brown besuchte bis 1932 die High School in Lancaster. Seit November 1941 war er in Medina ansässig. Er war Mitglied der Autobahnpolizei von Ohio; im Zweiten Weltkrieg diente er in der US-Küstenwache. Nach dem Krieg betätigte er sich auf verschiedenen geschäftlichen Gebieten. So war er beispielsweise im Immobiliengeschäft, im Handel und im Versicherungswesen engagiert.
Zwischen 1950 und 1953 war Brown Bürgermeister seines Heimatortes Medina. Im Jahr 1952 wurde er zum Vizegouverneur von Ohio gewählt. 1956 bewarb er sich erfolglos um die republikanische Nominierung für die anstehenden Gouverneurswahlen.

## Gouverneur von Ohio
Am 3. Januar 1957 trat der amtierende Gouverneur Frank J. Lausche, ein Demokrat, von seinem Amt zurück, um sein Mandat im US-Senat wahrzunehmen. Damit musste John Brown, der immer noch Vizegouverneur war, dessen restliche Amtszeit bis zum 14. Januar 1957 als Gouverneur beenden. In diesen elf Tagen konnte er als Gouverneur nicht viel bewegen. Er forderte aber mehr Geld für die Bildungspolitik und setzte sich für die Bewahrung der Bodenschätze des Staates ein. Außerdem vermittelte er in einem Streik gegen eine Telefongesellschaft.

## Weitere politische Laufbahn
Nach dem Ende seiner kurzen Zeit als Gouverneur wurde er von 1959 und 1960 Abgeordneter im Repräsentantenhaus von Ohio. Zwischen 1963 und 1975 war er erneut Vizegouverneur seines Staates. Im Jahr 1974 scheiterte sein Versuch, ein weiteres Mal in dieses Amt gewählt zu werden. Außerdem war er Präsident einer Versicherungsgesellschaft und Oberbefehlshaber der Militär- und Marineabteilung bei der Nationalgarde von Ohio (Ohio Military and Naval Forces). John Brown starb im Jahr 1993. Er war mit Violet A. Helman verheiratet, mit der er eine Tochter hatte.